# سونج سفلی
سُوِنج سفلی، روستایی در دهستان بروانان غربی بخش مرکزی شهرستان ترکمانچای در استان آذربایجان شرقی ایران است.

## جمعیت
بر پایه سرشماری عمومی نفوس و مسکن در سال ۱۳۹۵، جمعیت این روستا برابر با ۱۸۹ نفر (۵۸ خانوار) بوده است.